# Idaea nigrocostata
Idaea nigrocostata là một loài bướm đêm trong họ Geometridae.